# حالة الشرود
إن الشرودَ الانفصاليَّ أو الشرودَ نَفْسِيَّ المَنْشَأ أو كما كان يُعرف سابقًا بحالة الشرود، هو اضطرابٌ فصاميٌّ نفسيٌّ نادر يسبب فقدان الذاكرة للهوية الشخصية بما فيها من الذكريات والشخصية وغيرها من السمات المميزة للفرد ولكنه قابل للعلاج، وقد تستمر الحالة أيامًا أو أشهرًا أو ربما أكثر، وعادةً ما يصاحبه أعراض كالسفر غير المخطط له أو التجوال وأحيانًا إنشاء هوية جديدة، ووفقًا للإصدار الخامس من الدليل التشخيصي والإحصائي للاضطرابات العقلية DSM-5 فإن هذا الاضطراب هو أحد جوانب فقدان الذاكرة الانفصامي.
عادة ما يمكن استعادة الذكريات كما كانت سابقا بعد التعافي من حالة الشرود، ولا تحتاج إلى مزيد من العلاج، إضافة إلى ذلك أن نوبة الشرود لا تُصنَّفُ على أنها اضطراب نفسي إذا ما كانت بسبب تناول المؤثرات العقلية أو التعرض للصدمات الجسدية أو اضطراب الهوية الانفصالية أو البُطاح (أي: هذيان الحمّى) أو العُتْه (أي: الخرف) أو إن كانت حالة طبية عامة،  كما أن سلسلة من نوبات الصدمة طويلة الأمد تسبب حالات الشرود، وهي حالة شائعة في ضحايا الاعتداء الجنسي في مرحلة الطفولة الذين يتعلمون بمرور الوقت فصل ذكرى الاعتداء (فقدان الذاكرة الانفصالي).

## العلامات والأعراض
من أعراض الشرود الانفصامي الارتباك الخفيف، وبمجرد أن يتعافى المصاب من حالة الشرود هناك احتمالية أن يصاب بالاكتئاب والشعور بالحزن والعار وعدم الراحة، وقد عانى المصابون أيضا من غضب ما بعد الشرود.  وقد يكون فقدان الهوية من ضمن أعراض حالة الشرود.

## التشخيص
قد يشتبه الطبيب في وجود حالة الشرود الانفصالي حين يبدو على الشخص الارتباك بشأن هويته أو حين يشعر بالحيرة حول ماضيه أو عندما ينكر في المقابلات تكوُّنِ هويته الجديدة أو ينكر وجود إحدى الهويتين، كما يقوم الطبيب أيضا بمراجعة الأعراض وإجراء الفحص البدني لاستبعاد وجود أي اضطرابات جسدية والتي من شأنها أن تساهم أو تتسبب في فقدان الذاكرة.
في بعض الأحيان، لا يمكن تشخيص الشرود الانفصالي إلا حين يستعيد المصاب هويته السابقة ما قبل شرود وحين يتألم لأنه وجد نفسه في ظروف غير مألوفة، وأحيانًا لإدراكه «الوقت الضائع»، وعادة ما يتم التشخيص بأثر رجعي، أي: يقوم الطبيب بمراجعة التاريخ وجمع المعلومات التي توثق حالة المصاب قبل سفره ومغادرته للوطن وقبل إنشاء حياته البديلة.
ويمكن أيضًا أن يكون فقدان الذاكرة الوظيفي خَاصًّا بحالة معينة والذي يختلف عن جميع أشكال وأنواع الصدمات أو تجارب العنف بشكل عام والتي يعاني فيها الشخص من فقدان الذاكرة الشديد نتيجة تعرضه لصدمة معينة، وإن كلاً ما يلي يتسبب في فقدان الذاكرة الخاصة بحالة معينة: ارتكاب جرائم القتل أو ارتكاب جريمة عنف مثل الاغتصاب والتعذيب أو التعرض لها، أو خوض تجربة في أعمال مكافحة العنف أو محاولة الانتحار أو التواجد في حوادث السيارات أو الكوارث (آريغو وبيزديك، 1997 ؛ كوبيلمان، 2002 أ)، وقد نوه (كوبيلمان، 2002 أ) أنه مع ذلك يجب توخي الحذر عند تشخيص حالات فقدان الذاكرة نَفْسِيُّ الـمَنْشَأ وذلك عندما تكون هناك دوافع مقنعة للتظاهر بقصور في الذاكرة لأسباب قانونية أو مالية، وبالرغم من إمكانية تفسير جزء بسيط من حالات فقدان الذاكرة نَفْسِيُّ الـمَنْشَأ بهذه الطريقة إلا أن المسلم به عمومًا هو أن الحالات الحقيقية ليست نادرة الحدوث، وغالبًا ما يتم تمييز كل من فقدان الذاكرة العام وفقدان الذاكرة الخاص بحالة معينة عن متلازمة فقدان الذاكرة عضويُّ الـمَنْشَأ من حيث إن القدرة على تخزين الذكريات والخبرات الجديدة فيها تظل كما هي، وعادة ما تُبْذَل جهود متضافرة لمساعدة الشخص على استعادة هويته وتاريخه وذلك يُعزى إلى الطبيعة الحساسة للغاية لفقدان الذاكرة في مثل هذه الحالات والتي تكون أحيانا درامية أيضا، وفي بعض الأحيان سيساعد ذلك في علاج الأمر تِلْقَائِيًّا عند التداوي بعلاجات معينة.

### التعريف
إن سبب حالة الشرود متعلق بفقدان الذاكرة الانفصالي، (الرمز 300.12 من رموز الدليل التشخيصي والإحصائي للاضطرابات العقلية الإصدار الرابع DSM IV)والذي يحتوي على عدد من الأنواع الفرعية الأخرى: فقدان الذاكرة الانتقائي، وفقدان الذاكرة المعمم، وفقدان الذاكرة المستمر، وفقدان الذاكرة المنظم، بالإضافة إلى النوع الفرعي «الشرود الفصامي».
على عكس فقدان الذاكرة الرجعي (الذي يشار إليه في الغالب باسم «فقدان الذاكرة»، وهي الحالة التي ينسى فيها الشخص الأحداث قبل تلف الدماغ)، فإن فقدان الذاكرة الانفصالي لا يرجع إلى التأثيرات اَلْفِسْيُولُوجِيَّة - أي: الوظائفية - المباشرة لمادة ما (على سبيل المثال، تعاطي عقار مؤدي للإدمان أو تعاطي دواء ما، الرمز 291.1 و292.83 من رموز الدليل التشخيصي والإحصائي للاضطرابات العقلية الإصدار الرابع DSM IV) ولا يرجع لحالة عصبية أو حالة صحية عامة أخرى (على سبيل المثال، اضطراب فقدان الذاكرة بسبب التعرض لإصابة في الرأس، الرمز 294.0 الدليل التشخيصي والإحصائي للاضطرابات العقلية الإصدار الرابع  DSM IV)، فهي عملية عصبية نفسية معقدة.
إن ظهور شخصية دفاعية للمصاب الذي يعاني من شرود فصامي هو أمرٌ يعتبره البعض تخوفًا مَنْطِقِيًّا من الموقف؛ نظرًا لأن هذا الشخص ربما يكون قد عانى مؤخرًا من مُعاودةَ ظهورِ حدثٍ أو شخصٍ ما والذي كان يمثل له صدمة سابقة في حياته.
وبناء على ذلك قد يحمل مصطلح «حالة الشرود» تمييزًا لغويًا طفيفًا عن «الشرود الانفصالي» حيث يشير الأول إلى درجة أكبر من «الحركة»، ولتحقيق أغراض هذه المقالة، فإن «حالة الشرود» تحدث أثناء «تمثيل» «الشرود الانفصالي»
يعرفُ الدليل التشخيصي والإحصائي للاضطرابات العقلية الإصدار الرابع DSM IV «الشرود الانفصالي» بأنه:
- السفر مفاجئ غير متوقع ويكون بعيدًا عن الوطن أو مكان العمل المعتاد، مع عدم القدرة على تذكر ماضيه.
- الحيرة حول الهوية الشخصية، أو إنشاء هوية جديدة.
- نَكْبَة أو عِلَّةٌ.

يعرّف دليل ميرك  «الشرود الانفصالي» بأنه:
نوبةٌ أو أكثر من حالات فقدان الذاكرة يحدث فيها عدم القدرة المرء على تذكر بعض أو كل ماضيه إما مع فقدان هويته أو إما مع تكوين هوية جديدة والتي تظهر مع سفر مفاجئٍ غير متوقع والهدف منه هو الابتعاد عن الوطن.
وليدعم هذا التعريف فقد عرَّف أيضا فقدان الذاكرة الانفصامي بأنه:
عدم القدرة على تذكر المعلومات الشخصية المهمة، وعادة ما تكون ذات طبيعة مؤلمة أو مرهقة، وتكون لفترة طويلة جدا بحيث لا يمكن تفسيرها بالنسيان العادي.

## توقّعات سير المرض
ينص الدليل التشخيصي والإحصائي للاضطرابات العقلية الإصدار الرابع – المعدل DSM-IV-TR على أن فترة الشرود قد تمتد من أيام إلى أشهر، وعادة ما يكون التعافي سريعًا، غير أن بعض الحالات تكون مقاومة للعلاج، وغالبا ما يتعرض الفرد لنوبة واحدة فقط.

## الحالات
- اختفت شيرلي أرديل ماسون (1923-1998)، والمعروفة أيضًا باسم «سيبيل»، ثم عادت للظهور مرة أخرى ولم تكن تتذكر ما حدث خلال تلك الفترة الزمنية، وذكرت «تواجدها هنا ثم عدم تواجدها هنا»، وعدم وجود شخصية خاصة به، وادعت طبيبتها النفسية كورنيليا ويلبور أنها تعاني أيضا من اضطراب الشخصية الانفصامية، وقد احتجَّ على تشخيصها هذا الطَبيبٌ النَفْسِيّ المعاصر هيربرت سبيغل.
- اختفت جودي روبرتس في عام 1985، وهي مراسلة لصحيفة تاكوما نيوز تريبيون، ولم يُعثر عليها إلا بعد 12 عامًا في مدينة سيتكا الواقعة في ولاية ألاسكا، وكانت تعيش هناك تحت اسم «جين دي ويليامز»، وبالرغم من أنه كانت هناك بعض الشكوك الأولية بأن جودي تتظاهر بفقدان الذاكرة، إلا أن بعض الخبراء قد توصلوا إلى حقيقة أنها كانت تعاني حقًا من حالة شرود طويلة الأمد. [7]
- ديفيد فيتزباتريك الذي ظهر في سلسة الأفلام الوثائقية «أناس خارقون»Extraordinary People على قناة «فايف Five» في المملكة المتحدة، والذي كان يعاني من اضطراب الشرود الانفصامي، دخل في حالة الشرود في 4 ديسمبر 2005، ولا يزال يعمل على استعادة جميع ذكريات حياته.[8]
- شُخِّصت هانا أوب بإصابتها بالشرود الانفصالي، وهي معلمة في الأصل من مدينة سالم الواقعة في ولاية أوريغون[9]،[10] وذلك بعد أن اختفت من منزلها في نيويورك في أغسطس 2008 وتم إنقاذها من ميناء نيويورك بعد 20 يومًا، وقد وركزت التغطية الإخبارية في ذلك الوقت على رفضها التحدث إلى المحققين مباشرة بعد العثور عليها[12] ، وعلى أنها شوهدت وهي تتحقق من بريدها الإلكتروني في متاجر آبل بينما كانت مفقودة [11] [12] [13]، وقد أدت هذه التغطية منذ ذلك الحين إلى انتقاد الموقف تجاه حالات الانفصام الذي غالبًا ما يكون «إدانة وتشويهًا للمصداقية» [13]، وفي 3 سبتمبر 2013 دخلت هانا في حالة شرود أخرى، واختفت من وظيفتها الجديدة كمدرسة مساعدة [14] في مدرسة «كروسواي كومينيتوني مونتيسوري Crossway Community Montessori» في مدينة كنسينغتون الواقعة في ولاية ماريلاند، وقد عُثِر عليها دون أن يصاب بأذى في 5 سبتمبر 2013 في مدينة ويتون الواقعة أيضا بولاية ماريلاند، [15]واعتبار من 14 سبتمبر 2017، فُقدت هانا مرة أخرى وقد شوهدت آخر مرة بالقرب من شاطئ سافير في منزلها في سانت توماس قبل إعصار ماريا،[16] وبعد ثلاثة أشهر كانت والدتها ومجموعة من أصدقائها يبحثون عنها في جزر فيرجن والمناطق المحيطة بها.[17]
- في مدينة دنفر عام 2006 ظهر جيف إنجرام ولم يكن يتذكر اسمه ولا من أين أتى، وقد اتصلت خطيبته بعائلة شرطة مدينة دنفر وذلك بعد أن ظهر إنجرام على التلفزيون الوطني يطلب من الناس أن يساعدوه ليتعرّف على هويته، وقد تم تشخيص النوبة على أنها شرود فصامي، واعتبارًا من ديسمبر 2012 تعرض إنجرام لثلاثةِ حالاتِ فقدانِ الذاكرة، وذلك في عام 1994 و2006 و 2007.[18]
- «جاء» دوغ بروس إلى قطار مترو الأنفاق مدعيًا أنه لا يذكر اسمه ولا المكان الذي ينتمي إليه، ولا حتى أية وثائق تثبت هويته.
- حالة برونيري كانيلا (وهو رجل زُعِم أنه عاد للظهور مرة أخر بعد أن فُقِد في الحرب العالمية الأولى).
- بنجامين كايل
- أجاثا كريستي